# Episodi de Il cucciolo Scooby-Doo (terza stagione)
La terza stagione de Il cucciolo Scooby-Doo è stata trasmessa negli Stati Uniti su ABC dall'8 settembre al 3 novembre 1990. In Italia è stata trasmessa per la prima volta alla fine degli anni '90.
Per la terza stagione della serie sono stati prodotti solo tre episodi, due da 23 minuti e un episodio composto da due segmenti di 11 minuti ciascuno, per uno totale di circa 23 minuti.
| Episodio | Titolo originale                 | Titolo italiano                    | Trasmissione originale | Trasmissione italiana |
| -------- | -------------------------------- | ---------------------------------- | ---------------------- | --------------------- |
| 1a       | Night of the Boogey Biker        | La notte del "Boogey" motociclista | 8 settembre 1990       |                       |
| 1b       | Dawn of the Spooky Shuttle Scare | Scooby e il fantasma dello shuttle | 8 settembre 1990       |                       |
| 2        | Horror of the Haunted Hairpiece  | Game over                          | 6 ottobre 1990         |                       |
| 3        | Wrestle Maniac                   | Maniaci della lotta                | 3 novembre 1990        |                       |

## La notte del "Boogey" motociclista
I ragazzi sono al quartier generale quando Fred inizia ad incolpare il suo nemico numero 1, Red Herring, per ogni cosa. La gang, allora, gli fa promettere di non incolparlo per almeno un giorno. Ma non appena inizia la sfida, la zia di Red Herring chiede aiuto all’agenzia per trovare la sua moto rubata. Lei rivela che anni orsono aveva un rivale, il “Furfante Motociclista”, che scomparve durante una gara, proprio dove lei vinse la moto. I ragazzi trovano delle tracce di pneumatici trovandosi di fronte al motociclista. Loro lo seminano e una vicina esce fuori per via della commozione. Lei si rivela contenta che la moto sia stata rubata dato che causava troppi rumori. I ragazzi catturano il mostro che si rivela essere Red Herring, il quale voleva modificarla per regalarla alla zia come nuova.

## Scooby e il fantasma dello shuttle
I ragazzi sono al centro spaziale dove Velma è stata scelta per inviare un suo esperimento nello spazio. Mentre un uomo gli mostra lo shuttle, un mostro astronauta li insegue minacciando la missione. I ragazzi scappano ma l’uomo cancella il lancio, mettendo Velma in difficoltà. Al centro incontrano un cowboy arrabbiato perché i lanci spaventano i suoi animali. In più, incontrano il secondo scelto per la missione sullo spazio, il quale dovrà aspettare 10 anni prima del suo lancio. Il mostro si tratta proprio di quest’ultimo, il quale voleva sabotare l’esperimento di Velma per invidia.

## Game over
I ragazzi sono alla sala giochi, incaricati dal padre di Daphne. Il creatore di videogiochi porta un nuovo gioco nella sala ma da esso esce fuori un mostro fatto di capelli, Parruccone, il quale rapisce Daphne ma viene salvata dai ragazzi. Fred chiama i genitori di Daphne ma lei ha paura di deluderli. Dopodiché, i ragazzi incontrano tre sospetti che sembrano tutti essere contro la sala giochi. Shaggy e Scooby sono in giro fuori dalla sala quando si imbattono nel mostro che cerca di forzare una porta. Velma trova una scia di capelli che li porta fino a casa di un rivale dei Blake. I ragazzi catturano finalmente il mostro, che si rivela essere il proprietario del ristorante accanto, il quale perdeva i clienti per colpa della sala giochi.

## Maniaci della lotta
La gang si trova al centro di wrestling dove un toro lottare inizia a far sparire i concorrenti. La proprietaria Carol Colossal chiede aiuto ai ragazzi per stanare il mostro e salvare il club di lotta. Mentre svolgono le investigazioni, i ragazzi trovano un lottatore arrabbiato con Carol per non volerlo far lottare per via del suo costume. Lui gli dice, però, di aver trovato i fratelli Swindleson come rimpiazzo, ma quando la gang li va a trovare, capisce si tratta solamente di truffatori. Dopo essersi battuti sul ring, il mostro viene smascherato.